# André Filho
Antônio André de Sá Filho, conhecido como André Filho (Rio de Janeiro, 21 de março de 1906 — Rio de Janeiro, 2 de julho de 1974) foi ator, violinista, bandolinista, banjoísta, violonista, pianista, compositor e cantor brasileiro.

## Obras
Foi autor de diversas canções conhecidas, como:
- 1930 - Mamãezinha está dormindo
- 1930 - Eu quero casar com você
- 1930 - O meu amor tem
- 1930 - Quando a noite desce (com Roberto Borges)
- 1932 - Mulato de qualidade
- 1932 - Bamboleô
- 1933 - Alô... Alô?
- 1933 - Filosofia (com Noel Rosa)
- 1934 - Cidade Maravilhosa (uma das canções mais tocadas do carnaval carioca em todos os tempos)
- 1935 - S.O.S.
- 1937 - Baiana do tabuleiro
- 1937 - Primavera da vida (com Almanyr Grego)
- 1941 - Cinzas no coração